# I'm His, He's Mine
«I'm His, He's Mine» es una canción de la cantante estadounidense Katy Perry, con la colaboración de la rapera estadounidense Doechii. Fue lanzada a través de Capitol Records junto con un videoclip el 13 de septiembre de 2024, como el tercer sencillo de su séptimo álbum de estudio, 143 (2024).
La canción, de estilo trap pop, utiliza un sample de la canción dance pop «Gypsy Woman» (1991) de la cantante estadounidense Crystal Waters, la cual recibió críticas mixtas por parte de los expertos musicales, generando opiniones divididas sobre el uso del sample. Las críticas se centraron en las letras simplistas, aunque en general se consideró una mejora respecto a los dos sencillos anteriores de Perry, «Lifetimes» y «Woman's World».

## Lanzamiento y promoción
El 10 de julio de 2024, poco después del lanzamiento del sencillo anterior «Woman's World», Perry adelantó «I'm His, He's Mine» en una transmisión en vivo en redes sociales junto con otras canciones de 143. Más tarde, Perry anunció la fecha de lanzamiento de la canción en redes sociales el 10 de septiembre de 2024.
Perry y Doechii interpretaron la canción por primera vez en los MTV Video Music Awards de 2024, como parte de la actuación de Perry en el popurrí por el premio Video Vanguard, el 11 de septiembre de 2024. Posteriormente, Perry interpretó la canción en solitario en Rock in Rio el 20 de septiembre de 2024.

## Composición
Perry coescribió «I'm His, He's Mine» junto con la artista invitada Doechii, además de LunchMoney Lewis, Ferras, Ryan Ogren, Theron Thomas, y sus productores Dr. Luke y Rocco Valdes. La canción contiene samples de «Gypsy Woman», escrita por Neal Conway y Crystal Waters.

## Recepción de la crítica
Chris DeVille de Stereogum describió la canción como «perfectamente competente» pero con una «energía forzada» y «tóxica», señalando que la artista invitada, Doechii, «no puede salvarla». Por su parte, Tom Williams, escribiendo para Slant Magazine, describió la canción como «lenta y monótona», aunque elogió a Doechii por ofrecer una interpretación «genuinamente carismática y dinámica». Cynthia Pankhurst de Exclaim! Magazine comentó que las letras tienen «tanta sustancia como el discurso de un bebé» y criticó el uso del sample de «Gypsy Woman», diciendo que «Crystal Waters no se merece esto», pero destacó la participación de Doechii como un «factor redentor», describiendo sus versos como «ingeniosos».
En reseñas más positivas, Alexa Camp de Slant Magazine describió la canción como un «slow burner discreto» y «más en tendencia» que los sencillos anteriores «Lifetimes» y «Woman's World». Avery Heeringa de Melodic Magazine destacó la canción como uno de los «mejores momentos» de 143, a pesar de depender de los «la da dee» repetitivos para atraer como un «estribillo pegadizo».

## Rendimiento comercial
«I'm His, He's Mine» alcanzó el puesto número 24 en el Bubbling Under Hot 100. La canción llegó al número 46 en el UK Singles Downloads Chart. También alcanzó el puesto número 8 en el New Zealand Hot Singles.

## Video musical
El videoclip fue dirigido por Torso y se lanzó poco después de la canción, el 13 de septiembre. El video comienza con Perry saltando en paracaídas junto a su amante, antes de trasladarse a las calles de Barcelona, donde baila sobre el capó de un Corvette cromado en movimiento. Doechii aparece colgada de un dron volador, antes de aterrizar sobre los hombros de su amante.

## Posicionamiento en listas
| Listas (2024)                           | Mejor posición |
| --------------------------------------- | -------------- |
| Argentina (Monitor Latino)              | 16             |
| Costa Rica (Monitor Latino)             | 15             |
| Italia (EarOne)                         | 47             |
| Japón (Billboard Japan)                 | 15             |
| Nueva Zelanda (RMNZ)                    | 8              |
| Reino Unido (OCC)                       | 47             |
| Estados Unidos (Bubbling Under Hot 100) | 24             |
| Estados Unidos (Billboard Pop Airplay)  | 35             |